# 莫利诺斯
莫利诺斯，是西班牙阿拉贡自治区特鲁埃尔省的一个市镇。总面积80平方公里，总人口298人（2001年），人口密度4人/平方公里。